# Ірвінг Бакстер
Ірвінг Нот Бакстер (англ. Irving Knot Baxter; 25 березня 1876, Ютіка, штат Нью-Йорк, — 13 червня 1957, Ютіка, штат Нью-Йорк) — американський (сіу за національністю) легкоатлет, дворазовий чемпіон і триразовий срібний призер літніх Олімпійських ігор 1900.
Здобув освіту в Пенсільванському університеті. Основними його амплуа були стрибки з жердиною і у висоту. 1899 року став чемпіоном Міжколеджної асоціації американських легкоатлетів-любителів зі стрибків у висоту і чемпіоном США зі стрибків з жердиною. 1900 року, під час поїздки до Парижа на літні Олімпійські ігри 1900, взяв участь у чемпіонаті Великої Британії зі стрибків у висоту і переміг у тому змаганні. Свій титул він захистив і наступного року.

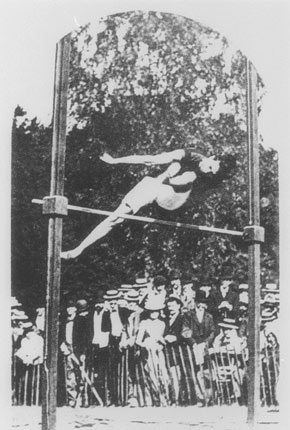
Ірвінг Бакстер під час Олімпійських змагань зі стрибків у висоту

На Іграх 1900 він став чемпіоном в обох своїх дисциплінах, причому обидва рази побивши олімпійський рекорд — у стрибках у висоту новим досягненням став результат 1,90 м, а в стрибках з жердиною — 3,30 м. Також Бакстер змагався в стрибкових дисциплінах з місця — стрибках у висоту, в довжину і потрійному стрибкові. Всі три рази він посідав друге місце, кожного разу програючи своєму співвітчизникові Рею Юрі.
Після Ігор Бакстер став п'ятиразовим чемпіоном США зі стрибків з жердиною від 1907 до 1912 року (крім 1911-го).